# Ку Джа Чхоль
Ку Джа Чхоль (кор. 구자철?, 具滋哲?; 27 февраля 1989, Чхунджу, Чхунчхон-Пукто) — южнокорейский футболист, полузащитник клуба «Чеджу Юнайтед». Выступал за сборную Республики Корея.
Бронзовый призёр и лучший бомбардир Кубка Азии 2011 года.

## Карьера
Дебютировал за национальную сборную Южной Кореи 17 февраля 2008 года в матче чемпионата Восточной Азии против сборной Китая. Был включён в состав команды на Кубок Азии 2011 в Катаре, где стал лучшим бомбардиром турнира. В составе сборной на чемпионате Восточной Азии 2010 года завоевал серебряную медаль.
31 января 2011 года перешёл в немецкий клуб «Вольфсбург». 31 января 2011 года на правах аренды перешёл в команду «Аугсбург».
18 января 2014 года Ку перешёл в «Майнц 05», подписав контракт до 2018 года.
Летом 2015 года Ку перешёл в «Аугсбург», подписав контракт до 2020 года.
На данный момент является игроком катарского клуба «Аль-Хор».